# Рудольф фон Буоль-Беренберг
Рудольф фон Буоль-Беренберг (нім. Rudolf von Buol-Berenberg; 1842-1902) — німецький юрист і політичний діяч, голова рейхстагу; член партії центру.

## Біографія
Рудольф фон Буоль-Беренберг народився 24 травня 1842 року в місті Штоках в землі Баден-Вюртемберг; представник древнього роду Буоль-Беренберг. Вивчав юриспруденцію в університетах Мюнхена, Фрайбурга і Гейдельберга.
У 1879 році був призначений суддею районного суду в Мангеймі, а в 1898 році служив в окружному суді міста Карлсруе.
З 1884 року був членом рейхстагу, а з 1895 по 1898 рік обіймав посаду президента рейхстагу Німецької імперії.
За політичними поглядами Буоль-Беренберг належав до партії центру.
Рудольф фон Буоль-Беренберг помер 4 липня 1902 року у місті Баден-Бадені.